# Amphoe Khura Buri
Amphoe Khura Buri (thailändisch อำเภอ คุระบุรี) ist ein Landkreis (Amphoe – Verwaltungs-Distrikt) in der Provinz Phang Nga. Die Provinz Phang Nga liegt in der Südregion von Thailand.

## Geographie
Der Landkreis liegt an der Küste der Andamanensee und ist der nördlichste Landkreis der Provinz Phang Nga.
Im Süden des Kreises liegt der Nationalpark Si Phang-nga. Direkt vor der Küste liegen die beiden Nationalparks Mu Koh Similan und Mu Koh Surin.
Amphoe Khura Buri wird von folgenden Landkreisen begrenzt (vom Norden im Uhrzeigersinn aus gesehen): Amphoe Suk Samran der Provinz Ranong, die Amphoe Ban Ta Khun und Phanom der Provinz Surat Thani sowie Amphoe Takua Pa der Provinz Phang Nga.

## Geschichte
Ursprünglich war das Gebiet des heutigen Kreises der Hauptbezirk der Provinz Takua Pa, er wurde daher Amphoe Mueang Takua Pa genannt. 1913 wurde die Verwaltung in die heutige Stadt Takua Pa verlegt, der Bezirk wurde gleichzeitig umbenannt in Ko Kho Khao nach seinem zentralen Tambon.
Im darauf folgenden Jahr wurde der Bezirk in Pak Nam umbenannt,
was aber 1917 rückgängig gemacht wurde.
Am 1. September 1938 wurde der Bezirk dann zu einem Kleinbezirk (King Amphoe) herabgestuft.
Nachdem 1964 die Verwaltung in den Tambon Khura verlegt worden war, wurde der Bezirk 1968 in Khura Buri umbenannt.
Am 8. August 1975 bekam Khura Buri dann den vollen Amphoe-Status.
Der Tambon Ko Kho Khao, der ursprünglich das Zentrum des Bezirks war, wurde am 28. Dezember 1988 Takua Pa zugeordnet.

## Verwaltung

### Provinzverwaltung
Amphoe Khura Buri ist in vier Unterbezirke (Tambon) eingeteilt, welche weiter in 33 Dorfgemeinschaften (Muban) unterteilt sind.
| \| Nr. \| Name \| Thai \| Muban \| Einw.[9] \| \| --- \| ------------- \| ---------- \| ----- \| -------- \| \| 1. \| Khura \| คุระ \| 12 \| 12.802 \| \| 2. \| Bang Wan \| บางวัน \| 09 \| 7.280 \| \| 3. \| Ko Phra Thong \| เกาะพระทอง \| 04 \| 793 \| \| 5. \| Mae Nang Khao \| แม่นางขาว \| 08 \| 5.522 \| |               |            |       |        |
| Nr. | Name          | Thai       | Muban | Einw.  |
| 1. | Khura         | คุระ        | 12    | 12.802 |
| 2. | Bang Wan      | บางวัน      | 09    | 7.280  |
| 3. | Ko Phra Thong | เกาะพระทอง | 04    | 793    |
| 5. | Mae Nang Khao | แม่นางขาว   | 08    | 5.522  |

Anmerkung: Der fehlende GeoCode 4 war dem Tambon Ko Kho Khao zugeordnet, der dem Amphoe Takua Pa zugeordnet worden war.

### Lokalverwaltung
Khura Buri (เทศบาลตำบลคุระบุร) ist eine Kleinstadt (Thesaban Tambon) im Landkreis, sie besteht aus Teilen der Tambon Khura and Mae Nang Khao.
Außerdem gibt es vier „Tambon-Verwaltungsorganisationen“ (TAO, องค์การบริหารส่วนตำบล) für die Tambon oder die Teile von Tambon im Landkreis, die zu keiner Stadt gehören.